# Road 96
Road 96 es un videojuego de aventura desarrollado por el estudio francés DigixArt y distribuido por Ravenscourt, como parte del programa OMEN Presents de HP. El juego está ambientado en 1996, en la nación ficticia de Petria, un país autoritario gobernado por una férrea dictadura pero que está pasando por un período electoral que podría cambiarlo todo. El jugador controla las acciones de varios adolescentes que intentan huir del país a través de la frontera norte de Petria por Road 96.
Fue lanzado el 16 de agosto de 2021 para Microsoft Windows y Nintendo Switch, y el 14 de abril de 2022 para PlayStation 4, PlayStation 5, Xbox One y Xbox Series X|S. El juego recibió críticas generalmente positivas en su lanzamiento. 

## Jugabilidad
Road 96 se juega desde una perspectiva en primera persona. En la campaña del juego, los jugadores asumen el papel de varios autoestopistas adolescentes que intentan huir de la autoritaria nación de Petria sin ser arrestados o asesinados. Cada vez que el personaje del jugador tiene éxito o fracasa en el cruce de la frontera, asume el control de un nuevo adolescente que intenta cruzar esta. Cada intento de cruce hace avanzar el arco argumental de la campaña, que culmina en un final que tiene lugar el 9 de septiembre, día de las elecciones en Petria. Las decisiones tomadas por el jugador durante los intentos anteriores se ven reflejadas y referidas en cada nuevo intento. 
El jugador viaja a la frontera norte de Petria haciendo autostop, caminando, cogiendo autobuses, llamando a taxis o robando coches. En varias paradas generadas procedimentalmente a lo largo de su ruta, los jugadores pueden explorar, recoger suministros e interactuar con varios personajes. Se dispone de un medidor de energía que se va agotando al realizar ciertas acciones importantes, y que puede recuperarse comiendo o durmiendo en los lugares indicados. Si el medidor se agota por completo, el personaje perderá el conocimiento y será arrestado. Los jugadores pueden comprar bienes y servicios con el dinero que encuentran, ganan o roban. 
Durante cada intento de cruce, el jugador se encuentra con siete personajes clave. Las interacciones con estos personajes pueden adoptar la forma de conversaciones y minijuegos que otorgan objetos especiales que desbloquean bonificaciones y oportunidades de interacción que se trasladan de un capítulo a otro. Cada interacción con estos personajes clave revela más información sobre la situación actual y ellos mismos, a la vez que hace avanzar la historia del juego. Los jugadores pueden tomar decisiones que influyen en la historia principal en relación con las elecciones actuales y las vidas de los personajes con los que se encuentran.

## Desarrollo
Road 96 fue desarrollado por el estudio francés DigixArt, un pequeño equipo de desarrollo con unos 15 empleados. El juego fue dirigido por Yoan Fanise, el creador de Valiant Hearts: The Great War. Según el desarrollador, la historia del juego está inspirada en las obras de Quentin Tarantino, los hermanos Coen y Bong Joon-ho, y en diferentes obras de ficción, como Los Goonies y Porco Rosso. Una prueba que se le hace al jugador y que le permite huir para trabajar en alta mar se basaba en los exámenes reales de Corea del Norte. El juego incorpora ampliamente la generación procedimental. Según el equipo de desarrollo, este tenía "148 268 permutaciones de la historia".
Fue anunciado oficialmente en The Game Awards 2020. Un anuncio del juego fue retirado por Facebook, por estar motivado políticamente.

## Recepción
Road 96 recibió críticas "generalmente positivas", según el sitio web de agregación de reseñas Metacritic.
Alice Bell, de Rock Paper Shotgun, comentó que se trataba de un "gran viaje", pero que no creía que el juego representara especialmente bien el hecho de cruzar la frontera o de no tener hogar. Marco Procida, de Eurogamer.it comentó que el juego era de nicho, pero que tenía una muy buena banda sonora. Tristan Ogilvie, de IGN, disfrutó de la experiencia, pero encontró algunas deficiencias gráficas y de interfaz.